# Boraî Bashir
Boraî Bashir (Omdurmán, Sudán, 1932-6 de abril de 2012) fue un futbolista sudanés.

## Trayectoria
Fue internacional con la selección de fútbol de Sudán y disputó la Copa Africana de Naciones 1957 y la edición de 1959. Fue campeón de la Copa de Sudán con el equipo Al-Merreikh SC.